# AVN Adult Entertainment Expo
A AVN Adult Entertainment Expo (AEE) é uma feira comercial realizada anualmente todo mês de janeiro em Las Vegas, Nevada, e é organizado pela revista Adult Video News (AVN). A AEE é a maior feira da indústria da pornografia nos Estados Unidos. A cerimônia do AVN Award acontece no período de exposição no hotel casino The Venetian.

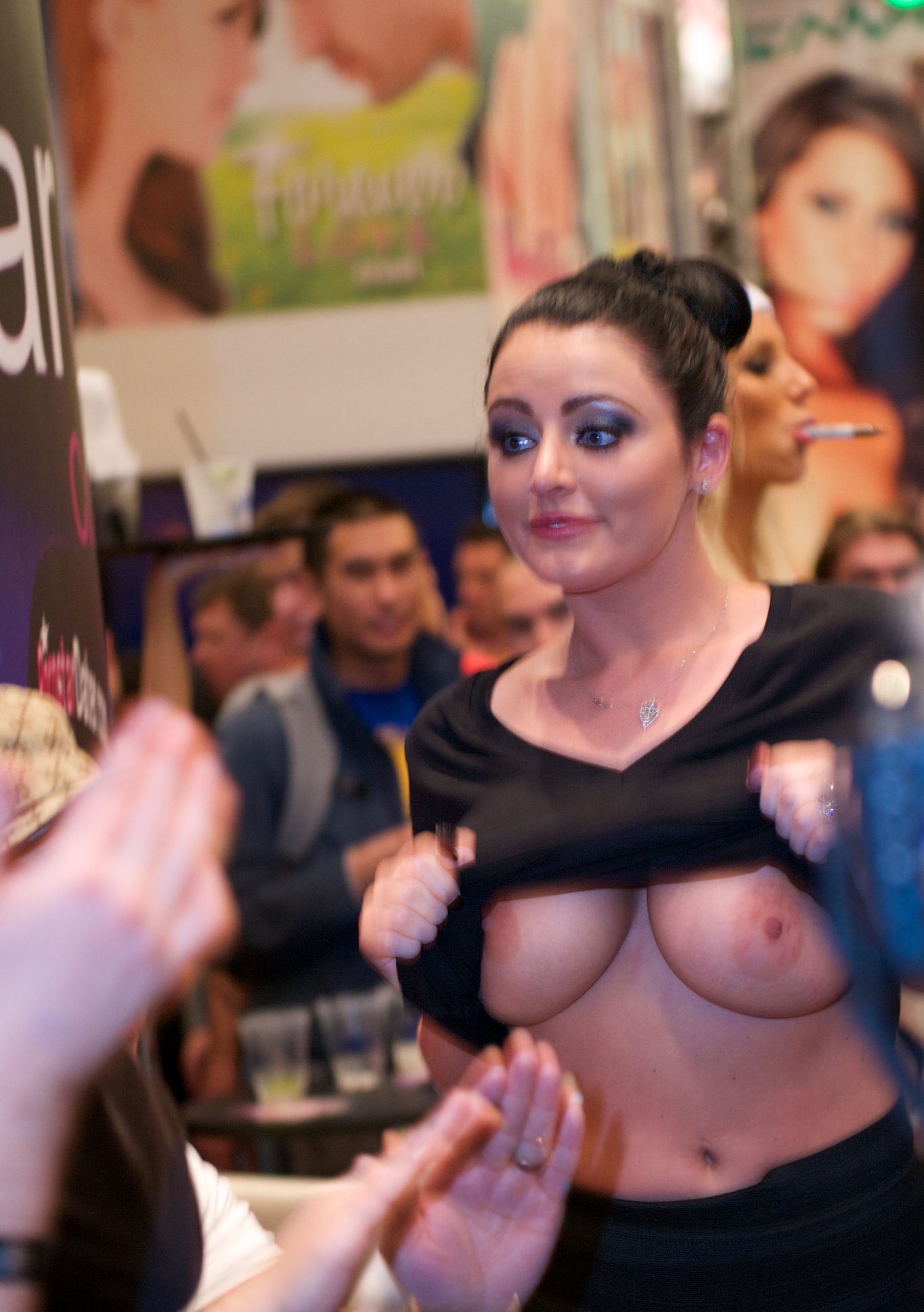
Sophie Dee.

O AVN Award de 2010 foi realizado durante a Expo próximo do Palms Casino Resort. Em 2007, o AVN Expo tinha mais de 30.000 pessoas, que incluiu 355 empresas expositoras. A exposição é realizada na Sands Expo, ao mesmo tempo da Consumer Electronics Show, mas não há nenhuma ligação entre esses dois eventos. A exposição é dividida entre os períodos disponíveis apenas para os profissionais e os horários de abertura ao público em geral, que pode ter acesso às estrelas pornô, receber autógrafos e tirar fotos.